# Chiesa di San Macario (Argenta)
La chiesa di San Macario è il principale luogo di culto di Bando, frazione di Argenta. Rientra tra le chiese presenti in provincia di Ferrara e rientrante nell'arcidiocesi di Ravenna-Cervia. Risale al XVI secolo. Dal XXI secolo non è più parrocchiale .

## Storia
La prima citazione documentale relativa alla chiesa e alla parrocchia di Bando si trova in atti visitali del 1567.
A tale data tuttavia già si ha informazione indiretta della preesistenza dell'edificio, poiché se ne sollecitò il restauro in considerazione delle sue cattive condizioni. La visita pastorale di soli quattro anni successiva richiamò la necessità di restauri urgenti.
Altre fonti ricordano la presenza, nel 1601, di una chiesetta dedicata a San Giacomo Maggiore costruita nel fondo Pennello che venne comunque demolita prima del XIX secolo.
Il cardinale e arcivescovo metropolita di Ravenna Pietro Aldobrandini visitò nel 1613 la parrocchiale e ne fornì una prima descrizione documentale.
In tale periodo la dedicazione sembra essere stata sia per San Vincenzo sia per San Macario. A partire dal 1786 rimase solo San Macario d'Egitto.
Le sempre peggiori condizioni nelle quali versava l'edificio ne consigliarono, all'inizio del XIX secolo, la sua demolizione per ricostruire la nuova chiesa della comunità. Anche questo edificio, sempre dedicato a San Macario, venne abbattuto dopo i danni ingenti ricevuti durante il secondo conflitto mondiale e fu necessaria una seconda riedificazione.
La solenne consacrazione del nuovo edificio venne celebrata da Natale Mosconi, allora vescovo di Comacchio, nel 1951.